# Stanislaus Stoß
Stanislaus Stoß  (polnisch Stanisław Stwosz); (* um 1478 in Krakau, Polen; † 1528 in Nürnberg) war ein Bildhauer und -schnitzer der Spätgotik. Er war vor allem in Krakau tätig. Er arbeitete oft mit seinem Vater Veit Stoß sowie Jörg Huber aus Passau zusammen. Seine Schaffenszeit begann vor 1505. Um diese Zeit heiratete er auch Apolonia, die Tochter des Krakauer Malers Marcin Czarny.

## Schaffen
Von den Werken Stanislaus Stoß sind erhalten:
- Grabmal von König Johann I. in der Krakauer Johann-Kapelle der Wawel-Kathedrale
- Triptychon König Johann I. in der Czartoryski-Kapelle der Wawel-Kathedrale
- Triptychon des Heiligen Stanislaus in der Krakauer Marienkirche
- Polyptychon von Domaradz
- Marienfigur in des Fronleichnam-Kollegiatstifts in Biecz